# Platycentrus brevicornis
Platycentrus brevicornis är en insektsart som beskrevs av Van Duzee. Platycentrus brevicornis ingår i släktet Platycentrus och familjen hornstritar. Inga underarter finns listade i Catalogue of Life.